# Bramont
A Bramont (más néven Bramon) folyó Franciaország területén, a Lot bal oldali mellékfolyója. Teljes hosszában Lozère megye területén folyik.

## Földrajzi adatok
A folyó a Mont Lozère nyugati oldalán ered 1518 méter magasan, és Balsièges-nél ömlik be a Lot-ba. Vízhozama 0,23 és 81 m³/s között mozog, míg az átlagos vízhozama 2 m³ másodpercenként.

## Települések a folyó mentén
- Lozère: Saint-Étienne-du-Valdonnez, Saint-Bauzile, Balsièges